# Mojito
Mojito (vyslovováno španělsky [mɔˈxito]/[mɔˈhito]/[mɔˈXito]/[mɔˈɣito] – „mochito“) je tradiční kubánský koktejl. Mojito zpravidla obsahuje čerstvé lístky máty, bílý rum, surový třtinový cukr, limetky a perlivou vodu. Podává se ve vysokých sklenicích se slámkou a míchátkem. Místo limetek se někdy používá limetková šťáva a místo cukru sirup (guarapo). V některých verzích se do nápoje také přidává některý hořký likér (Angostura Bitters).

## Historie
Nápoje podobné mojitu byly známy už ke konci 16. století; podle legendy byl vynálezcem prvního předchůdce mojita anglický korzár Richard Drake, který smíchal aguardiente (nerafinovaný předchůdce rumu), cukr, limetky a mátu. Svůj drink nazval „El Draque“ (drak, podle přezdívky Francise Draka, jeho nadřízeného). Základna korzárů byla na Kubě a při jejich výpravách se recept rozšířil do dalších latinskoamerických zemí. V 19. století byl koktejl mezi chudšími Kubánci poměrně populární; v knize Ramóna de Palma z roku 1838 pije draquecito jedna z hlavních postav každý den jako způsob prevence před epidemií cholery.
Skutečné mojito vzniklo z draque záměnou aguardiente za rum na počátku 20. století na Kubě; je možné, že na něj také měly vliv recepty na mátový julep či daiquiri. Jedny z nejstarších receptů na mojito se objevují ve vydáních příručky pro barmany ve floridském baru Sloppy Joe’s z let 1931 a 1936.
Slovo mojito zřejmě pochází z označení pálivé omáčky mojo (ze španělského mojar, „navlhčit“). Alternativní etymologií je původ ze slova mojo, které v africké víře hoodoo označuje kouzlo, kouzelný amulet.
Název nápoje se v češtině často vyslovuje mochito podle běžné španělské výslovnosti hlásky j. Původní kubánské výslovnosti je však o něco blíže výslovnost mohito.

## Příprava
Do vysoké sklenice se přidá několik lístků máty (pečlivě umyjeme), cukr, nakrájené dílky limetky (či limetková šťáva) a ingredience se ve sklenici rozdrtí. Sklenice se poté naplní drceným ledem a zalije se bílým rumem (cca 4 cl). Koktejl se dolije perlivou vodou a zamíchá se. Nápoj se pije brčkem, sklenici je možno ozdobit výhonkem máty či kouskem limetky.
Dělá se i nealkoholické Mojito bez rumu.